# Justicia yurimaguensis
Justicia yurimaguensis är en akantusväxtart som beskrevs av Gustav Lindau. Justicia yurimaguensis ingår i släktet Justicia och familjen akantusväxter. Inga underarter finns listade i Catalogue of Life.